# Ищван Дьорфи
Ищван Дьорфи (на унгарски: Györffy István) е унгарски етнограф.

## Биография
Роден е на 11 февруари 1884 г. в Карцаг, Австро-Унгария. Завършва Будапещенския университет, а докато е студент сътрудничи на Етнографския музей в Будапеща. Като сътрудник на Източния музей на Кралската източна търговска академия взема участие в експедиции из Балканите – България и Турция. През 1911 – 1913 г. и 1916 г. посещава Североизточна България – пътува из Добруджа, Варненско и Разградско и извършва проучвания сред турци, татари, гагаузи, цигани и българи. През 1929 г. проучва етнографските музеи в София, Разград и Варна и издирва райони, в които да са извършват предстоящи експедиции. Има предположения, че посещава България и през 1934 г.
Неговата научна дейност оказва влияние върху българския етнограф Христо Вакарелски.
В изследователската си дейност доразвива схващането на тюрколога Армин Вамбери, според което реликти от азиатско наследство са запазени в унгарската селска култура от района на Алфьолд. Това се дължи на посредничеството на кумани, печенеги и татари, пребиваващи по тези земи през Средновековието и по-късно асимилирани от местното унгарско население.
Съществен е неговият личен принос към историческата демография на Добруджа и за етнодемографското ѝ картографиране от началото на XX в. През 1916 г. са издадени двете му публикации „Стари унгарски владения на Балканите“ и „Добруджа“, в които представя кратка историческа информация за страната в контекста на по-обширно изложение на концепцията за унгарските политически интереси на Балканите и представяне на проблемите на този специфичен и спорен район в контекста на „източния въпрос“ за съдбата на Османската империя.
Негови деца са историкът Дьорд Дьорфи и художничката Анна Дьорфи.
Умира на 3 октомври 1939 г. в Будапеща, Унгария.